# 莫里斯·布朗肖
莫里斯·布朗肖 （法語：Maurice Blanchot，1907年9月22日—2003年2月20日），法国著名作家、思想家、欧陆哲学家。

## 生平
1907年生于索恩-卢瓦尔，1923年升入斯特拉斯堡大学，学习德语和哲学，1925年终身挚友伊曼纽尔·列维纳斯相遇。在学习哲学的列维纳斯引介下，布朗肖开始接触现象学和海德格尔，又经由海德格尔，布朗肖深化了作为他核心论题的死亡哲学；而在德语领域，对应的则是同样身为犹太人的卡夫卡伴随了布朗肖的一生。1929年，布朗肖动身前往巴黎，以《怀疑论者的独断主义概念》在索邦大学学成学业。他的作品深深影响了法国思想界，尤其是后结构主义的哲学家，例如雅克·德里达等。
2003年布朗肖在法国逝世。由于其一生行事低调，中年后更是不接受采访与摄影，所以直到去世之前，大众甚至都不清楚这个被称为“法国二十世纪最著名的失踪者”是否尚在人世。

## 著作
2014年南京大学出版社有出版关于布朗肖文集。
- 《文学空间》
- 《黑暗托马》
- 《死刑判决》
- 《从卡夫卡到卡夫卡》
- 《最后之人》
- 《未来之书》
- 《在适当时刻》
- 《那没有伴着我的一个》
- 《等待，遗忘》
- 《来自别处的声音》
- 《至高者》
- 《亚米拿达》